# Muuga (stacja kolejowa)
Muuga – towarowa stacja kolejowa na granicy miejscowości Muuga i Uusküla, w prowincji Harjumaa, w Estonii. Jest krańcową stacją linii obsługującej Port Muuga. 